# Pseudarchasteridae
Famille
Les Pseudarchasteridae sont une famille d'étoile de mer de l'ordre des Paxillosida.

## Taxinomie
Liste des espèces selon World Register of Marine Species (14 décembre 2013), cette famille est divisée en 4 genres, comprenant 30 espèces :
- genre Gephyreaster Fisher, 1910 -- 1 espèce
- genre Paragonaster Sladen, 1885 -- 7 espèces
- genre Perissogonaster Fisher, 1913 -- 1 espèce
- genre Pseudarchaster Sladen, 1889 -- 21 espèces

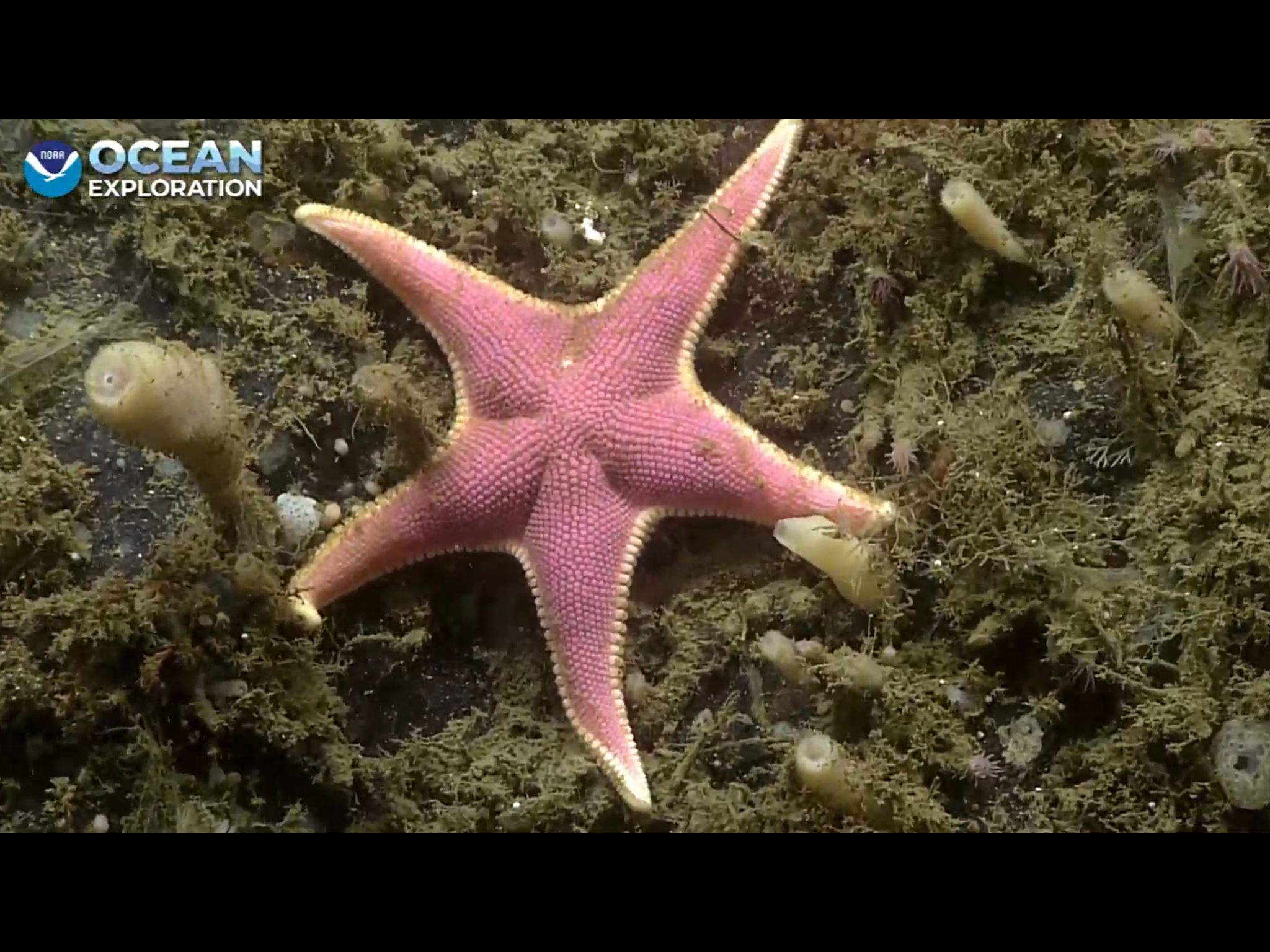
Gephyreaster swifti
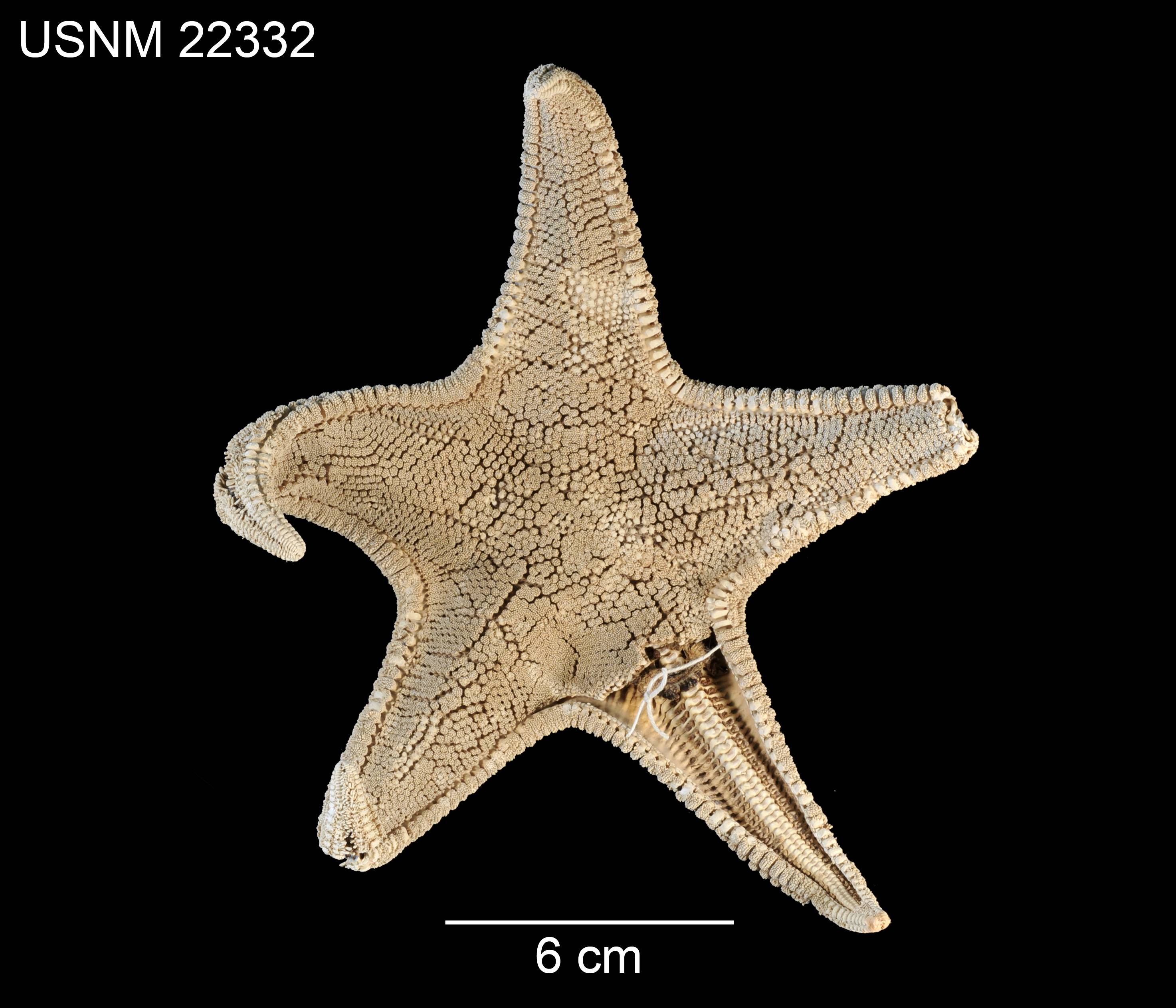
Gephyreaster swifti
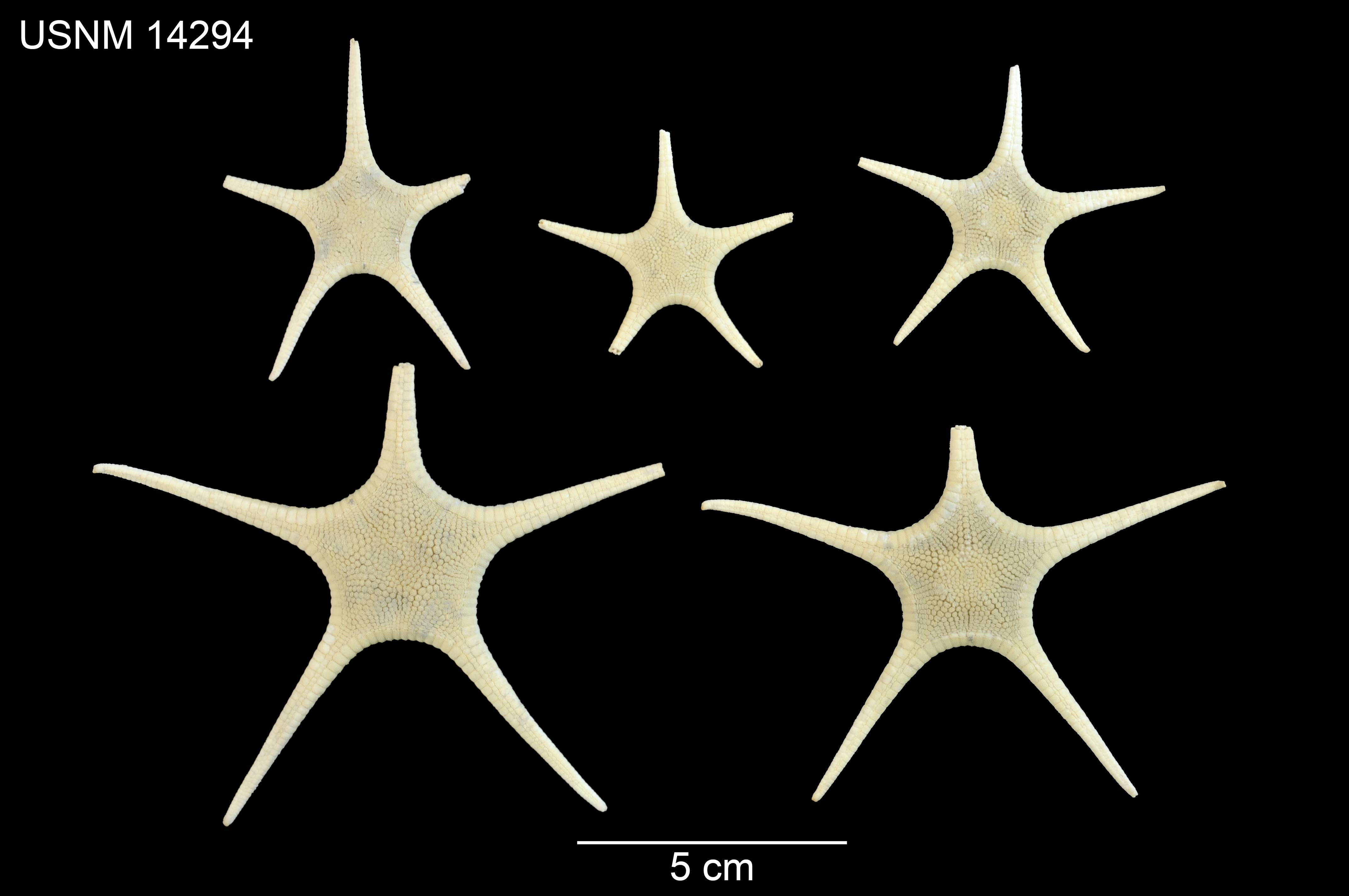
Paragonaster subtilis
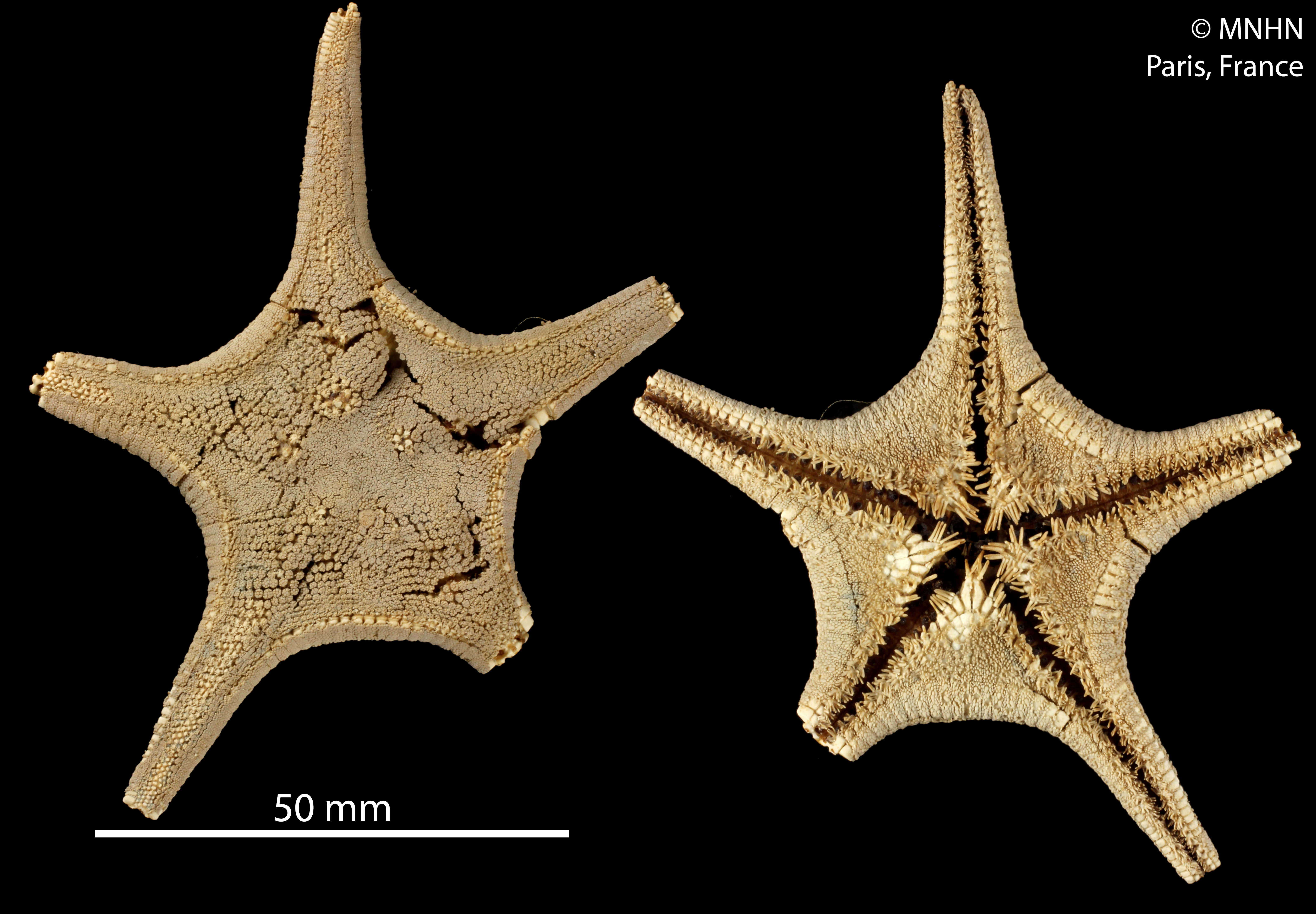
Pseudarchaster discus